# こむぎいろの天使 すがれ追い
『こむぎいろの天使 すがれ追い』（こむぎいろのてんし すがれおい）は、1999年に公開された日本映画（郷土映画）である。コンセプトは「信州伊那谷発＜ふるさとシネマ＞」。
監督である後藤俊夫の地元・伊那谷に伝わる伝統猟法「すがれ追い」を題材に、少年たちが友情を深めてゆく物語。
ハチの撮影にあたり、世界最大の蜂の巣を製作した上伊那郡中川村在住の富永朝和の指導を受けている。
第11回インド国際児童映画祭シルバーエレファント賞受賞作。

## あらすじ
小学5年生の健一はぜんそく療養のため、東京から伊那谷へとやってきた。新しい小学校で、クラス一の元気者のサブやマサル、ブラジル生まれの少女カレンらと出会う。
カレンの祖父・熊太郎はすがれ追い名人としてその名を知られた男。ある日、熊太郎はいつものようにすがれを追っている途中で、目印のすがれを見失ってしまう。熊太郎が見失ったすがれを見つけたサブたちは、その後を追い、まんまと巣を手に入れる。さっそく採りたての蜂の子を食べるサブたちだが、初めての健一はどうしても食べることができない。
そんなある日、健一は捨てられた老犬と出会う。カメオと名をつけ、世話をする健一たち。やがてカメオはすっかり元気になり、秋に行われたマツタケ狩大会では名人を抜いて優勝、マツタケ犬として名を馳せるまでになる。
やがて、思ったよりも早く健康を取り戻した健一に、東京へと帰る日がやってくる。女王蜂が巣立ちを迎えた季節に、健一とサブにも別れのときがやってきた。

## スタッフ

### 製作スタッフ
- 監督：後藤俊夫
- 助監督：根本保夫
- 原作：後藤俊夫(汐文社 刊)
- 脚本：後藤俊夫、加藤盟
- 脚本協力：橘祐典、吉田憲二
- 製作：岡村光雄、小室皓充
- プロデューサー：桑山和之
- 音楽：大島ミチル
- 音楽製作：日本コロムビア
- 撮影：山崎堯也
- 照明：岩崎定雄
- 美術：遠藤光男
- 録音：本田孜
- 編集：鍋島惇
- ハチ指導：富永朝和
- 製作：「こむぎいろの天使」製作委員会、

株式会社プロデュースセンター、後藤プロダクション、こむぎいろの天使を成功させる一念発起100人会
- 製作協力：伊那市、駒ヶ根市、

高遠町、辰野町、箕輪町、飯島町、
南箕輪村、中川村、長谷村、宮田村
- 後援：長野県、信越放送

- 公開：1999年
- 上映時間：95分
- カラー

### 主演
- 子役
  - サブ：松澤邦典
  - 健一：吉瀬丈二
  - カレン：宮城カレン
  - マサル：林大地

- 大人役
  - すがれ追い名人 熊太郎：田村高廣
  - マツタケ狩り名人 辰次郎：常田富士男
  - サブの父親 勝治：中本賢
  - サブの母親 百合子：斉藤とも子
  - サブの祖母 テツ：鈴木光枝
  - 担任 土屋先生：浜田光夫
  - 校長先生：石濱朗

### 主題歌
- こむぎいろの天使

歌・作詞：斉藤由貴　作曲：大島ミチル　オカリナ：宗次郎

## 関連商品
- 単行本「こむぎいろの天使 すがれ追い」

著者：後藤俊夫、福田岩緒　出版：汐文社
1997年、ISBN 481130330X
- CD「映画 こむぎいろの天使」〜オリジナル・サウンド・トラック盤〜

発売元：日本コロムビア株式会社
1999年5月21日、COCX-30410
- VHS「こむぎいろの天使 すがれ追い」

発売：株式会社プロデュースセンター
1999年、JASRAC：第011135